# The Rolling Stones
The Rolling Stones este o formație rock engleză care a devenit populară la începutul anilor 1960 . Trupa a fost formată la Londra în 1962 de Brian Jones, Mick Jagger și Keith Richards. The Rolling Stones a lansat 55 de albume și compilații și au avut 37 de piese în top-10 singles . În 1989 trupa a intrat în Rock and Roll Hall of Fame iar în 2004, revista Rolling Stone i-a clasat pe locul 4 în 100 Greatest Artists of All Time Arhivat în 10 august 2007, la Wayback Machine.. Au vândut peste 200 de milioane de albume în întreaga lume .

## Istoric

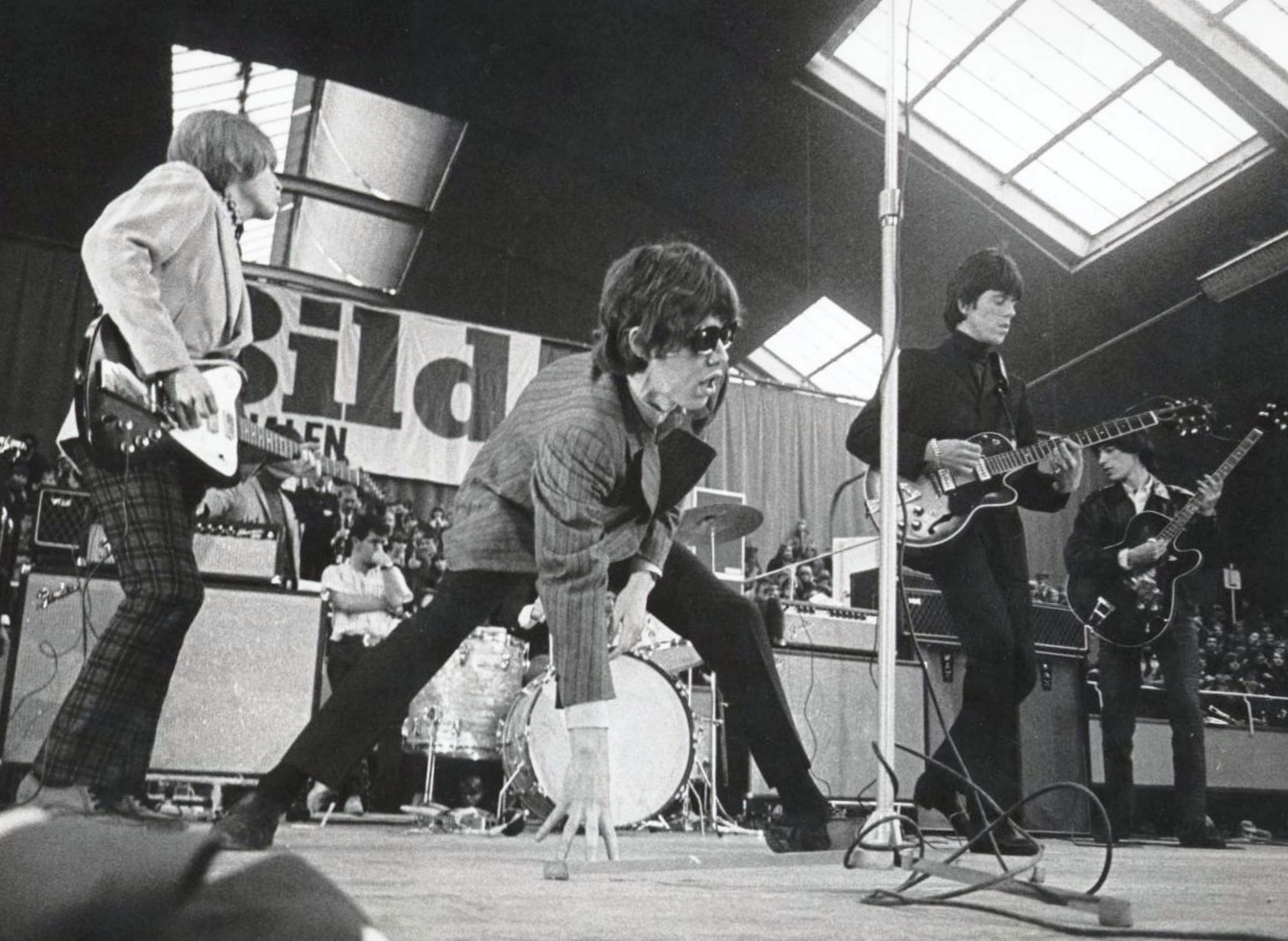
The Rolling Stones în concert, 1966

In octombrie 1960 Mick Jagger și Keith Richards, foști colegi de școală, s-au întâlnit pe peronul gării din orașul lor natal, Dartford. Împreună cu Dick Taylor au format grupul Little Boy Blue & The Blues Boys. Doi ani mai târziu, în iunie 1962, au înființat trupa The Rolling Stones (după piesa "Rollina"½ Stones Blues", interpretată de Muddy Waters). La 12 iulie 1962 are loc primul concert la Marquee club din Londra. Grupul era format din Mick Jagger (voce), Keith Richards (chitară solo), Ian Stewart (pian), Brian Jones (chitară ritmică), Dick Taylor (chitară bas) și Tony Chapman (tobe). În 1963, casa de discuri Decca și directorul ei artistic  Dick Row, celebru pentru refuzul de a-i înregistra pe Beatles, a înregistrat primul lor single.

## Carieră
Cu pauze în anii 1970 și 1980, care au variat ca lungime și „intensitate,” în care Mick Jagger și Keith Richards au încercat a-și lansa (fără prea mare succes) cariere personale, de cântăreți solo, The Rolling Stones au fost prezenți permanent în peisajul muzical al muzicii, din 1962 până în prezent. 

## Rolling Stones la București
Pe data de 17 iulie 2007, la București, pe stadionul Lia Manoliu a avut loc un concert Rolling Stones. Trupa a ajuns în România pentru prima dată, la invitația unui operator de telefonie mobilă. Concertul de la București a făcut parte din turneul european „A Bigger Bang" 2007 care a început la 5 iunie 2007. Orașele care au găzduit turneul european 2007 sunt: Werchter, Nijmegen, Newport, Isle of Wight, Frankfurt, Paris, Lyon, Barcelona, San Sebastian, Lisabona, Madrid, Almeria, Roma, Budva, Belgrad, București, Budapesta, Brno, Varșovia, Sankt Petersburg, Helsinki, Göteborg, Copenhaga, Oslo, Lausanne, Düsseldorf, Hamburg, Dublin, Londra.
Pentru concertul de la București s-au vândut peste 56.000 de bilete, cifră record pentru România . În deschiderea concertului au cântat trupele Iris  și The Charlatans .

## Componența formației

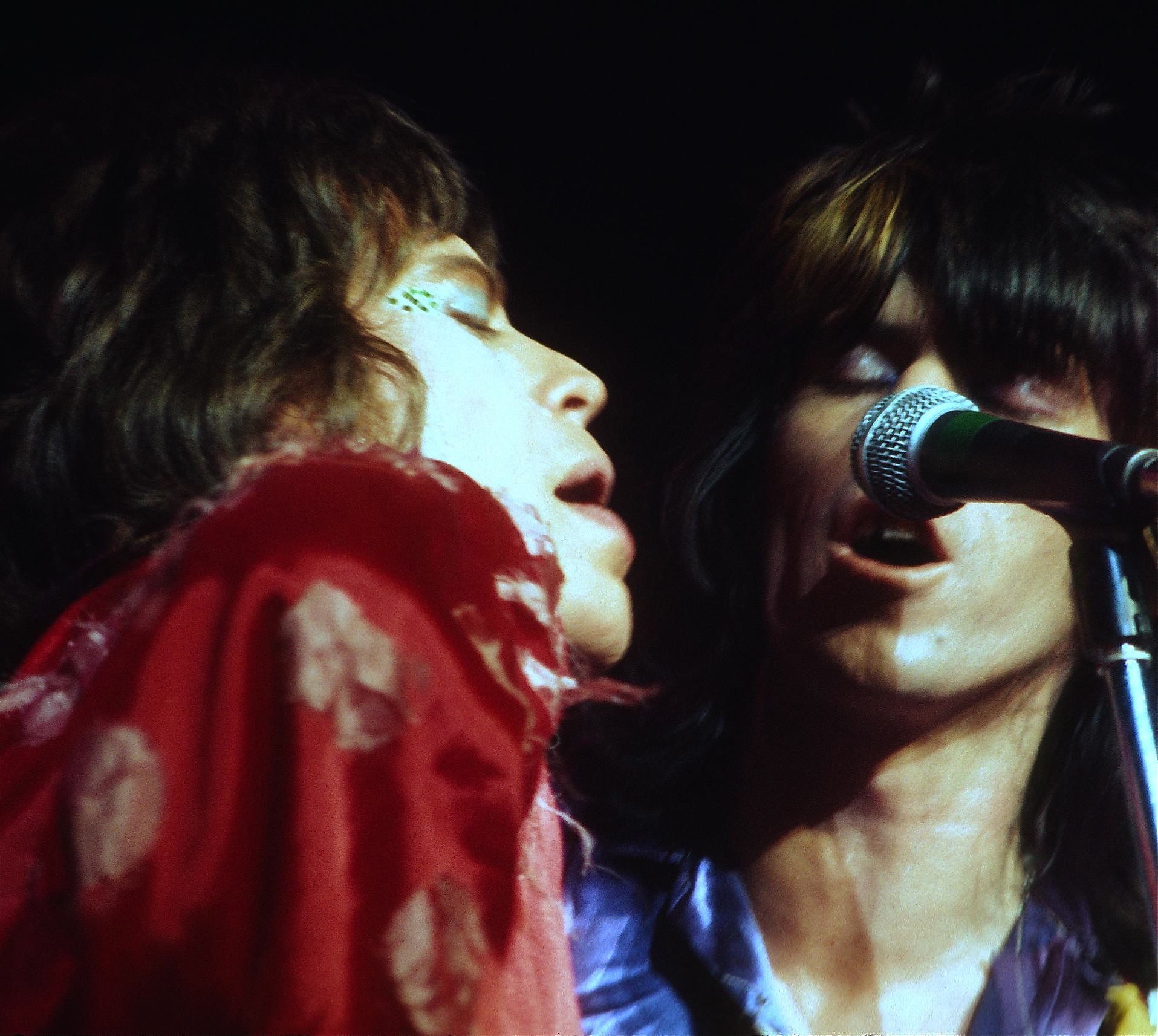
Membrii Rolling Stones Mick Jagger și Keith Richards, la un concert în San Francisco, 1972

| Membri actuali - Mick Jagger – lead și back vocal, harmonica, chitare, chitară bas, clape, percuție (1962–prezent) - Keith Richards – chitare, chitară bas, clape, lead și back vocal, percuție (1962–prezent) - Charlie Watts – drums, percuție (1963–prezent) - Ronnie Wood – chitare, chitară bas, saxophone, baterie, back vocal (1975–prezent) | Foști membri - Mick Taylor – chitare, back vocal (1969–1974) - Brian Jones – chitare, harmonică, clape, sitar, acordeon, marimba, dulcimer, autoharp, percuție, recorder, cello, mandolină, saxofon, back vocal (1962–1969; died 1969) - Ian Stewart – keyboards, percussion (1962–1963) - Bill Wyman – chitară bas, marimba, clape, percuție, back vocal (1962–1993) - Tony Chapman – baterie (1962–1963) - Dick Taylor – chitară bas (1962) |

## Discografie

### Albume de studio
- The Rolling Stones (16 aprilie 1964)
- The Rolling Stones No. 2 (15 ianuarie 1965)
- Out of Our Heads (24 septembrie 1965)
- Aftermath (15 aprilie 1966)
- Between the Buttons (20 ianuarie 1967)
- Their Satanic Majesties Request (8 decembrie 1967)
- Beggars Banquet (6 decembrie 1968)
- Let It Bleed (5 decembrie 1969)
- Sticky Fingers (23 aprilie 1971)
- Exile on Main St. (12 mai 1972)
- Goats Head Soup (31 august 1973)
- It's Only Rock 'n Roll (18 octombrie 1974)
- Black and Blue (23 aprilie 1976)
- Some Girls (9 iunie 1978)
- Emotional Rescue (20 iunie 1980)
- Tattoo You (24 august 1981)
- Undercover (7 noiembrie 1983)
- Dirty Work (24 martie 1986)
- Steel Wheels (29 august 1989)
- Voodoo Lounge (11 iulie 1994)
- Bridges to Babylon (29 septembrie 1997)
- A Bigger Bang (5 septembrie 2005)
- Blue & Lonesome (2016)
- Hackney Diamonds (2023)

### Albume live
- Got Live if You Want It! (10 decembrie 1966)
- Get Yer Ya-Ya's Out! The Rolling Stones in Concert (4 septembrie 1970)
- Love You Live (23 septembrie 1977)
- "Still Life" (American Concert 1981) (1 iunie 1982)
- Flashpoint (2 aprilie 1991)
- Stripped (13 noiembrie 1995)
- The Rolling Stones Rock and Roll Circus (14 octombrie 1996)
- No Security (2 noiembrie 1998)
- Live Licks (1 noiembrie 2004)
- Shine a Light (1 aprilie 2008)

### Compilații
- Big Hits (High Tide and Green Grass) (4 noiembrie 1966)
- Flowers (26 iunie 1967)
- Through the Past, Darkly (Big Hits Vol. 2) (12 septembrie 1969)
- Stone Age (6 martie 1971)
- Gimme Shelter (10 septembrie 1971)
- Hot Rocks 1964-1971 (20 decembrie 1971)
- Milestones (18 februarie 1972)
- Rock'n'Rolling Stones (13 octombrie 1972)
- More Hot Rocks (Big Hits & Fazed Cookies) (11 decembrie 1972)
- No Stone Unturned (5 octombrie 1973)
- Metamorphosis (6 iunie 1975)
- Made in the Shade (6 iunie 1975)
- Rolled Gold: The Very Best of the Rolling Stones (6 noiembrie 1975)
- Time Waits for No One (29 mai 1979)
- Solid Rock (28 octombrie 1980)
- Slow Rollers (1 ianuarie 1981)
- Sucking in the Seventies (9 martie 1981)
- In Concert (21 iulie 1982)
- Story of the Stones (1 decembrie 1982)
- Rewind (1971-1984) (19 iunie 1984)
- Singles Collection: The London Years (15 august 1989)
- Les Annees Stones 1 (1989)
- Jump Back: The Best of The Rolling Stones (22 noiembrie 1993)
- Forty Licks (30 septembrie 2002)
- Rarities 1971-2003 (22 noiembrie 2005)
- Exile On Main St. (Rarities Edition) (18 mai 2010)

### EP-uri
- The Rolling Stones (17 ianuarie 1964)
- Five by Five (14 august 1964)
- got LIVE if you want it! (11 iunie 1965)

### Box seturi
- Singles 1963-1965 (26 aprilie 2004)
- Singles 1965-1967 (12 iulie 2004)
- Singles 1968-1971 (28 februarie 2005)

## Turnee
- 2005/2006/2007 – A Bigger Bang Tour
- 2002/2003 – Licks Tour
- 1999 – No Security Tour
- 1997/1998 – Bridges To Babylon Tour
- 1994/1995 – Voodoo Lounge Tour
- 1989/1990 – Steel Wheels/Urban Jungle
- 1982 – European Tour 1982
- 1981 – American Tour 1981
- 1978 – US Tour 1978
- 1976 – Tour of Europe '76
- 1975 – Tour of the Americas '75
- 1973 – European Tour 1973
- 1973 – Pacific Tour 1973
- 1972 – American Tour 1972 (S.T.P. Tour)
- 1971 – UK Tour 1971
- 1970 – European Tour 1970
- 1969 – American Tour 1969
- 1967 – Turneu european
- 1966 – Turneu Australia și Noua Zeealandă, turneu european, turneu America de Nord, turneu britanic
- 1965 – 4 turnee europene, 3 britanice, 2 America de Nord
- 1964 – 4 turnee britanice, 2 turnee US
- 1963 – Turneu britanic